# Залог-под-Свето Троїцо
Залог-под-Свето Троїцо (словен. Zalog pod Sveto Trojico) — поселення в общині Домжале, Осреднєсловенський регіон, Словенія. 
Висота над рівнем моря: 313,1 м.